# Sambuuguiin Dashdulam
Sambuuguiin Dashdulam –en mongol, Самбуугийн Дашдулам,– (27 de marzo de 1974) es una deportista mongola que compitió en judo. Ganó dos medallas de bronce en los Juegos Asiáticos en los años 1994 y 1998, y tres medallas de bronce en el Campeonato Asiático de Judo entre los años 1991 y 2001.

## Palmarés internacional
| Juegos Asiáticos    | Juegos Asiáticos      | Juegos Asiáticos  | Juegos Asiáticos |
| Año                 | Lugar                 | Medalla           | Categoría        |
| ------------------- | --------------------- | ----------------- | ---------------- |
| 1994                | Hiroshima (Japón)     | Medalla de bronce | Abierta          |
| 1998                | Bangkok (Tailandia)   | Medalla de bronce | –78 kg           |
| Campeonato Asiático |                       |                   |                  |
| Año                 | Lugar                 | Medalla           | Categoría        |
| 1991                | Osaka (Japón)         | Medalla de bronce | Abierta          |
| 2000                | Osaka (Japón)         | Medalla de bronce | –78 kg           |
| 2001                | Ulán Bator (Mongolia) | Medalla de bronce | –78 kg           |